# Gran Premi de Finlàndia de Motocròs 500cc
|  | Per a altres significats, vegeu «Gran Premi de Finlàndia de Motocròs». |

El Gran Premi de Finlàndia de Motocròs en la cilindrada de 500cc (en finès, Motocross 500cc Suomen Grand Prix), abreujat GP de Finlàndia de 500cc, fou una prova internacional de motocròs que es va celebrar anualment a Finlàndia entre el 1965 i el 1999. Juntament amb el Gran Premi de Suècia, conformava l'etapa nòrdica del mundial, sempre al mes de maig (normalment, ambdós Grans Premis es disputaven de forma consecutiva, amb una setmana de diferència).
Organitzat pel Motoclub Vantaa (Vantaan Moottorikerho - VMK ), el Gran Premi se celebrà durant pràcticament tota la seva història al circuit que gestionava l'entitat a Ruskeasanta (en suec, Rödsand, literalment, "sorra vermella"), dins l'àrea metropolitana de Hèlsinki -només el 1993 es traslladà fugaçment a Salo. El 1999, el Gran Premi es traslladà a Kouvola en la que fou la darrera edició de l'esdeveniment. No fou fins al 2008 que hi tornà a haver un GP de Finlàndia de MX3, la nova categoria creada el 2004 per a substituir la clàssica dels 500cc. Un any després, el 2009, el Gran Premi de MX3 tornà a Ruskeasanta, on se seguí disputant fins que, acabada la temporada del 2013, la categoria MX3 es discontinuà definitivament.

## Edicions
| Població                | Regió            | Data usual | De   | A    | Edicions |
| ----------------------- | ---------------- | ---------- | ---- | ---- | -------- |
| Ruskeasanta (Tikkurila) | Uusimaa          | Al maig    | 1965 | 1998 | 23       |
| Salo                    | Finlàndia Pròpia | Al maig    | 1993 | 1993 | 1        |
| Kouvola                 | Vall de Kymi     | A l'agost  | 1999 | 1999 | 1        |
| Total                   | 3                |            |      |      | 25       |

Notes
1. ↑  Entre parèntesis, el municipi al qual pertany si no és homònim.
2. ↑  Districte de Vantaa.

## Palmarès
Font:
| Edició | Any  | Lloc                     | Data          | Guanyador          | Guanyador     |
| ------ | ---- | ------------------------ | ------------- | ------------------ | ------------- |
| I      | 1965 | Ruskeasanta              | 8-9 de maig   | Jeff Smith         | BSA           |
| II     | 1966 | Ruskeasanta              | 21-22 de maig | Jeff Smith         | BSA           |
|        | 1967 | No es disputà            | No es disputà | No es disputà      | No es disputà |
| III    | 1968 | Ruskeasanta              | 25-26 de maig | Paul Friedrichs    | ČZ            |
|        | 1969 | No es disputà            | No es disputà | No es disputà      | No es disputà |
| IV     | 1970 | Ruskeasanta              | 23-24 de maig | Arne Kring         | Husqvarna     |
| V      | 1971 | Ruskeasanta              | 22-23 de maig | Paul Friedrichs    | ČZ            |
|        | 1972 | No es disputà            | No es disputà | No es disputà      | No es disputà |
| VI     | 1973 | Ruskeasanta              | 19-20 de maig | Jaak van Velthoven | Yamaha        |
|        | 1974 | No es disputà            | No es disputà | No es disputà      | No es disputà |
| VII    | 1975 | Ruskeasanta              | 24-25 de maig | Roger De Coster    | Suzuki        |
| VIII   | 1976 | Ruskeasanta              | 22-23 de maig | Gerrit Wolsink     | Suzuki        |
| IX     | 1977 | Ruskeasanta              | 21-22 de maig | Heikki Mikkola     | Yamaha        |
| X      | 1978 | Ruskeasanta              | 20-21 de maig | Heikki Mikkola     | Yamaha        |
|        | 1979 | No es disputà            | No es disputà | No es disputà      | No es disputà |
| XI     | 1980 | Ruskeasanta              | 17-18 de maig | Graham Noyce       | Honda         |
| XII    | 1981 | Ruskeasanta              | 16-17 de maig | André Malherbe     | Honda         |
| XIII   | 1982 | Ruskeasanta              | 15-16 de maig | Jean-Jacques Bruno | Suzuki        |
| XIV    | 1983 | Ruskeasanta              | 4-5 de juny   | Tapani Pikkarainen | Honda         |
|        | 1984 | No es disputà            | No es disputà | No es disputà      | No es disputà |
| XV     | 1985 | Ruskeasanta              | 11-12 de maig | Eric Geboers       | Honda         |
| XVI    | 1986 | Ruskeasanta              | 10-11 de maig | Eric Geboers       | Honda         |
| XVII   | 1987 | Ruskeasanta              | 9-10 de maig  | Georges Jobé       | Honda         |
| XVIII  | 1988 | Ruskeasanta              | 14-15 de maig | Eric Geboers       | Honda         |
| XIX    | 1989 | Ruskeasanta              | 27-28 de maig | Jeff Leisk         | Honda         |
| XX     | 1990 | Ruskeasanta              | 9-10 de juny  | Eric Geboers       | Honda         |
| XXI    | 1991 | Ruskeasanta              | 27-28 d'abril | Jacky Martens      | KTM           |
| XXII   | 1992 | Ruskeasanta              | 23-24 de maig | Kurt Nicoll        | KTM           |
|        |      |                          |               |                    |               |
| XXIII  | 1993 | Salo                     | 22-23 de maig | Jacky Martens      | Husqvarna     |
|        |      | 1994-1997: No es disputà |               |                    |               |
| XXIV   | 1998 | Ruskeasanta              | 16-17 de maig | Joël Smets         | Husaberg      |
|        |      |                          |               |                    |               |
| XXV    | 1999 | Kouvola                  | 28-29 d'agost | Andrea Bartolini   | Yamaha        |

## Estadístiques

### Guanyadors múltiples
| Pilot           | Victòries |
| --------------- | --------- |
| Eric Geboers    | 4         |
| Jeff Smith      | 2         |
| Paul Friedrichs | 2         |
| Heikki Mikkola  | 2         |
| Jacky Martens   | 2         |

### Victòries per país
| País          | Victòries |
| ------------- | --------- |
| Bèlgica       | 11        |
| Regne Unit    | 4         |
| Finlàndia     | 3         |
| RDA           | 2         |
| Suècia        | 1         |
| Països Baixos | 1         |
| Itàlia        | 1         |
| França        | 1         |
| Austràlia     | 1         |
| Total         | 25        |

### Victòries per marca
| Marca     | Victòries |
| --------- | --------- |
| Honda     | 9         |
| Yamaha    | 4         |
| Suzuki    | 3         |
| BSA       | 2         |
| Husqvarna | 2         |
| ČZ        | 2         |
| KTM       | 2         |
| Husaberg  | 1         |
| Total     | 25        |